# Internationaal verdrag inzake de wettelijke aansprakelijkheid voor schade door verontreiniging door bunkerolie
Het Internationaal verdrag inzake de wettelijke aansprakelijkheid voor schade door verontreiniging door bunkerolie (International Convention on Civil Liability for Bunker Oil Pollution Damage, BUNKERS-verdrag) is een verdrag omtrent een internationale structuur van compensatie voor schade veroorzaakt door olieverontreiniging als gevolg van bunkerolie. Het verdrag is gebaseerd op het CLC-verdrag.